# اکواپم-اکروپانگ
اکواپم-اکروپانگ (به لاتین: Akuapem-Akropong) یک منطقهٔ مسکونی در غنا است که در منطقه شرقی (غنا) واقع شده‌است.